# Diekhusen-Fahrstedt
Diekhusen-Fahrstedt er en by og kommune i det nordlige Tyskland, beliggende i Amt Marne-Nordsee i den sydvestlige del af Kreis Dithmarschen. Kreis Dithmarschen ligger i den sydvestlige del af delstaten Slesvig-Holsten.

## Geografi
Diekhusen-Fahrstedt er en marskkommune der beliggende i den sydlige del af Dithmarschen ved Bundesstraße 5, der mod nord grænser lige op til byen Marne. I kommunen ligger landsbyerne og bebyggelserne Diekhusen, Fahrstedt, Diekhusenerwesterdeich, Fahrstedterwesterdeich og Vettenbüttel.

### Nabokommuner
Nabokommuner er (med uret fra nord), byen Marne og kommunerne Volsemenhusen, Ramhusen, Schmedeswurth samt Neufeld (alle i Kreis Dithmarschen).